# Stoke Field-i csata
A Stoke Field-i csatát 1487. június 16-án, a rózsák háborúja utolsó ütközeteként vívták meg a királypárti és a lázadó csapatok Angliában. A győzelmet VII. Henrik angol király szerezte meg, akinek serege  megfutamította York-párti ellenfelét.

## Előzmények
A Bosworthi csata elvesztése után VII. Henrik angol király megszilárdította hatalmát. A Yorkok ellenállását felszámolta. Ezt a folyamatot akarta visszafordítani John de la Pole, Lincoln grófja, aki főleg német, svájci és ír zsoldosokból álló sereget toborzott. Lincoln mellett volt Lambert Simnel, akit 1487. május 24-én VI. Eduárd néven királlyá koronáztak Dublinban. Simnelről azt állították, hogy Plantagenet György, Clarence első hercegének a fia, vagyis a koronához legközelebb álló York-nemes. Lincoln maga is várományos lehetett a trónra, ugyanis anyja, Yorki Erzsébet, IV. Eduárd angol király testvére volt. Támogatta ügyüket Sir Richard Harleston, Jersey korábbi kormányzója és Thomas David, a Calais-i helyőrség kapitánya.
Lincoln nagynénje, Yorki Margit burgundi hercegné Martin Schwartz kapitány vezetésével 1500-2000 német, svájci és flamand zsoldost biztosított egy királybuktató kísérletre. A zsoldosok túlnyomó többségében gyalogosok (lándzsások, íjászok) voltak. Többüket muskétával látták el. A sereget Írországban szerelték fel, majd május 24-én kihajóztak Anglia felé.

## Előkészületek
A lázadók – élükön Simnellel, Lincoln grófjával és Francis Lovell-lel, Lovell vikomtjával – június 4-én szálltak partra Furness közelében, és Ulverstonnál táboroztak le. Másnap elindultak Yorkshire felé. A nagyjából 7-8 ezer fős seregben a zsoldosok mellett négyezer ír katona, néhány angol lovag és azok kísérete, valamint az Angliában verbuvált gyalogosok szolgáltak. Abban bíztak, hogy Yorkshire-ben sikerül erősítést és plusz ellátmányt szerzniük, de York városa kitartott a király mellett. Június 10-én éjszaka, Tadcaster közelében Lovell megtámadta a Henry Clifford által vezetett Lancaster-csapatokat. A Yorkok kis győzelmet arattak: megszerezték az ellenfél felszerelésének jelentős részét, Cliffordot pedig menekülésre késztették.
Doncasterből Sir Edward Woodville nagyjából hatezer emberrel a lázadók elé vonult, és megpróbálta harcra késztetni őket, de végül visszavonult. A Yorkok ezután háborítatlanul haladtak keresztül Sherwoodon, majd Farnsfield közelében letértek a Nottinghambe vezető útról Newark felé. Ez azt mutatja, hogy szerették volna elérni Lincoln birtokait, ahol nagyobb biztonságban lehettek volna.
A király június 9-én hagyta el Kenilworth-ben felállított főhadiszállását, és Coventry, majd Leicester felé vonult. Loughborough-ban kapta a hírt, hogy a lázadók Nottingham irányába tartanak. VII. Henrik június 14-én érkezett meg a városba. A lázadók ekkor Southwellben voltak, nagyjából harminc kilométerre északkeletre. VII. Henrik június 15-én Radcliffe felé fordult, amely Nottingham és Bingham között fekszik, a Yorkok pedig átkeltek a Trent-folyón a Fiskerton közelében található gázlón.

## Az ütközet
A York-párti lázadók előnyös magaslati pozíciót foglaltak el a Rampire-hegyen, nyugatra East Stoke településtől. A királypárti csapat több mint tíz kilométer menetelés után érte el a leendő harcmezőt. A John de Vere, Oxford grófja vezette előőrs nyílzáport zúdított a magaslaton álló lázadókra. A nyilak elsősorban a páncélzat nélküli íreket tizedelte meg, ezért Lincolnnak döntenie kellett: megtartja jó pozícióját, de lemészároltatja csapata felét, vagy támadásra indul, amelynek révén elveszíti a magaslat nyújtotta előnyöket.
A nagyjából nyolcezres királypárti sereg előőrse a késő középkori seregek valamennyi fontos elemét - nehézlovasság, íjászok, lándzsások, alabárdosok és más gyalogosok – tartalmazta. Oxford katonái kiállták a nyomást, majd ellentámadásra indultak, és megtörték a York-párti csapatok ellenállását. A csata három órán át tartott, mivel a Trent-folyó miatt a Yorkok nem tudtak menekülni, kénytelenek voltak harcolni. Amikor a vonalaik végleg megtörtek, a zsoldosokat leszorították egy vízmosásba, és kardélre hányták. A helyet, ahol ez megtörtént, ma Véres Árokként (Bloody Gutter) ismerik. A csatában csaknem az összes York-vezető meghalt. A lázadók nagyjából négyezer embert vesztettek, a királypárti veszteség ennek fele lehetett. A csatában elesett Martin Schwartz és Lincoln, Lovell átúszott a Trenten, és soha többé nem került elő. Meghalt az írek vezetője, Thomas Geraldine is. Simnelt elfogták, bocsánatot kapott, és a királyi konyhán dolgoztatták.